# Domino band
Domino Band je slovenska glasbena skupina iz Ljubljane, ki jo je leta 2006 ustanovil kitarist Miha Plantarič in je izdala svoj prvi studijski album s pevcem Ary Cipranicem z naslovom »Ja nemam srca dva« leta 2006. Skupina igra različne glasbene zvrsti med njimi pop rock jazz ter balkansko in orientalno glasbo. Leta 2007 je klaviaturista Edin Alagića zamenjal pianist in klaviaturist Samir Ahmetspahić, študent dunajske univerze za glasbo, smeri kompozicija. 

## Mednarodno sodelovanje
Skupina priložnostno sodeluje z uveljavljenimi vokalisti in glasbeniki iz držav članic Evropske Unije in držav bivše Jugoslavije med njimi Maja Marijana (Grand Production), Sejo Kalač (Grand Production), Kemal Malovčić (Renome), Miro Todosovski (Ujdi band), Vesna Lukic (Radio Salomon), Nilvi (Renome) in mnogimi drugimi.

## Zasedba
- Miha Plantarič - kitara, spremljajoči vokal (2006 - )
- Samir Ahmetspahić - klavir,klaviature, spremljajoči vokal (2007 - )
- Armin Cipranič - Ary - vokal (2006 - )

## Nekdanji člani
- Edin Alagić - klaviature (2006 - 2007)

## Diskografija
- Ja nemam srca dva, 2007

## Največje uspešnice
- »Nisam ja za tebe«